# 田原の滝
田原の滝（たはらのたき）は、山梨県都留市田原四丁目にある滝で、桂川と呼ばれる相模川の上流にかかる数段の滝である。国道139号の桂川を渡る橋のすぐ上流にある、同市の上谷地区と東桂地区を結ぶ吊り橋（佐伯橋）からよく見ることができる。

## 歴史
1898年に高さ約20メートルの下段の滝が失われ一段の滝となってしまったが、1958年に高さ10メートルの砂防堰堤が建設され、続いて2009年には滝周辺の柱状節理を擬岩工法で復元し、元の姿を写す観光地となっている。

## 文化
松尾芭蕉がかつての谷村の地に滞在した時に、
勢ひあり 氷消えては 瀧津魚
と詠んで、春先の富士山の雪どけで増水した桂川に、踊る魚とともに春の訪れを喜んだ心情をこの句に詠み込んだと言われる景勝地である。上記吊り橋の右岸にその句碑もある。

## 交通
アクセスは以下の通り。
- 富士急行線十日市場駅から徒歩で5分
- 富士急行線都留文科大学前駅から徒歩で15分
- 中央自動車道富士吉田線都留ICから10分

近くに駐車場（8台収容）もある。